# ナカムラクニオ
ナカムラ クニオ（1971年9月2日 - ）は荻窪『6次元』主宰の美術家。
民放やNHKワールドで美術や旅番組の演出家として映像制作に携わり、これまでに訪れた国は60ヶ国以上。
現在は画家、金継ぎ作家として活動し、山形ビエンナーレや東京ビエンナーレにも参加している。

## 略歴
東京都目黒区生まれ。母方の先祖は、桓武平氏の平良文を祖とする板橋氏。親戚にスウェーデン語翻訳家の板橋憲明、戦前のアメリカで宣教師とした活躍した山本忠美などがいる。父方は目黒区で工場を経営。勲章や和菓子の金型などを制作していた。
東京都立日比谷高等学校在学中より美術の活動を始める。学生時代に作品を横尾忠則に絶賛され、17歳で初個展を開く。公募展など受賞多数、すどう美術館の「菅創吉との対話」展などにも参加。西麻布にあった現代美術館「PICA（ペンローズ・インスティテュート）」のスタッフをしながら世界を巡り、美術書、美術作品など収集。中村政人らと新宿少年アートなどの現代美術の活動も続けていた。アーツ千代田3331で開催された、特別展「アーリー90's トーキョー アートスクアッド」展(2020年3月開催)にも参加している。また、オペラ「アイーダ」の東京ドーム公演に最年少で出演し、特別番組が作られたことで映像制作に興味を持つようになった。
日本大学を卒業後、フジテレビ系の制作会社ニユーテレスに入社。ネクサスでは、「開運!なんでも鑑定団」「地球街道」などを担当。その後、NHKワールドで紀行番組を担当、「Out & About」「journeys in Japan」など、日本の文化を海外に伝える国際番組を多数演出した。代表作にNHK、Eテレ『世界が読む村上春樹 〜境界を越える文学〜』などがある。
2008年、荻窪にギャラリー「6次元」を設立。近現代美術史に造詣が深く、ブリヂストン美術館（現アーティゾン美術館）、山種美術館、Bunkamura ザ・ミュージアム、京都文化博物館、あべのハルカス美術館などでギャラリートーク開催。2022年に東京都美術館で開催されたボストン美術館展ではアートナビゲーターを担当。他にもエゴン・シーレ展、アンリ・マティス展など展覧会公式ガイド本の執筆など数多く手がけている。
また陶磁器修復技術「金継ぎ」の普及活動をはじめ、東北、熊本などの被災地やアメリカなどでワークショップを開催。映像作品『金継ぎ PIECES IN HARMONY』は、ADFEST 2018（第21回アジア太平洋広告祭）デザイン部門でシルバーを受賞。資生堂の世界CM「The redefiniton of Japanese Beauty by Shiseido」に金継ぎの器を提供。小学校高学年向け環境問題の教科書「エシカル消費（金の星社）」にも「金継ぎ」の項目が掲載されるようになった。また、NHK出版の『本の世界をめぐる冒険』は、毎年多くの中高で受験問題として採用されている。
テレビ朝日「松岡修造のみんながん晴れ サンデーLIVE!!」、テレビ東京「YOUは何しに日本へ?」、TBS「マツコの知らない世界」の金継ぎ特集などにも出演。現在は、TOKYO FMのラジオ番組「THE TRAD」（稲垣吾郎）、bayfm田中美里「Morning Cruisin’」、関西テレビ「ピーチケパーチケ」などにもセミレギュラー出演し、美術解説のコーナーを担当。
出演する映画「Kintsugi」は、ダマー国際映画祭、サンダンス国際映画祭で上映された。児童養護施設に暮らす子どものドキュメンタリー映画「ぼくのこわれないコンパス（2019）」（監督マット・ミラー）にも出演、金継ぎをテーマにした絵本「My Invincible Compass」も日米で出版された。他にも海外のドキュメンタリー作品に多数出演している。
2019年には、アメリカの画家マコトフジムラと共同で金継ぎの学校「キンツギアカデミー」をロサンゼルスに設立、ニューヨークで展示やワークショップなどを企画。2021年には、東根市美術館で東北各地の市民とともに制作した器を展示する「金継ぎアンソロジー」展を開催した（キュレーター/宮本武典）。
現在は、東京と長野県諏訪市、石川県輪島市のアトリエで活動をしている。

## 主な仕事

### 著書
- ナカムラクニオ『人が集まる「つなぎ場」のつくり方 : 都市型茶室「6次元」の発想とは』CCCメディアハウス、2013年10月24日。ISBN 978-4484132365。 NCID BB1408052X。
- ナカムラクニオ、道前宏子『さんぽで感じる村上春樹』ダイヤモンド社、2014年4月25日。ISBN 978-4478045695。 NCID BB15510475。
- ナカムラクニオ『パラレルキャリア : 新しい働き方を考えるヒント100』晶文社、2016年6月4日。ISBN 978-4794969255。 NCID BB21576649。
- ナカムラクニオ『金継ぎ手帖 はじめてのつくろい』玄光社、2017年11月24日。ISBN 978-4768309117。 NCID BB26880352。
- ナカムラクニオ、道前宏子『村上春樹語辞典: 村上春樹にまつわる言葉をイラストと豆知識でやれやれと読み解く』誠文堂新光社、2018年7月13日。ISBN 978-4416618530。 NCID BB26486543。
- ナカムラクニオ『古美術手帖 : はじめての骨董』玄光社、2019年6月24日。ISBN 978-4768311981。 NCID BB28731987。
- ナカムラクニオ『チャートで読み解く美術史入門』玄光社、2019年8月28日。ISBN 978-4768312230。 NCID BB28851967。
- ナカムラクニオ『魔法の文章講座』パイインターナショナル、2019年9月11日。ISBN 978-4756252050。 NCID BB29020612。
- ナカムラクニオ『村上春樹にならう「おいしい文章」のための47のルール』筑摩書房〈ちくま文庫 な-55-1〉、2019年11月8日。ISBN 978-4480436436。 NCID BB29194227。
- ナカムラクニオ『世界の本屋さんめぐり (私のとっておき)』産業編集センター、2019年10月16日。ISBN 978-4863112438。 NCID BB29214608。
- ナカムラクニオ『本の世界をめぐる冒険』NHK出版〈NHK出版 学びのきほん〉、2020年6月25日。ISBN 978-4144072581。 NCID BB31507675。
- ナカムラクニオ『モチーフで読み解く美術史入門』玄光社、2020年7月30日。ISBN 978-4768313695。 NCID BC01265610。
- ナカムラクニオ『描いてわかる 西洋絵画の教科』玄光社、2020年10月22日。ISBN 978-4768314043。 NCID BC0398528X。
- ナカムラクニオ、道前宏子 著、陈洁 訳『村上春树图解辞典 一本开启村上春树文学世界的百科全书』中国青年出版社、2020年10月31日。ISBN 978-7515361635。 NCID BC18246676。
- ナカムラクニオ『洋画家の美術史』光文社〈光文社新書1109〉、2021年1月19日。ISBN 978-4334045173。 NCID BC05039748。
- ナカムラクニオ『こじらせ美術館』ホーム社、2021年5月26日。ISBN 978-4834253467。 NCID BC07556740。
- ナカムラクニオ『こじらせ恋愛美術館』ホーム社、2023年5月26日。ISBN 978-4834253726。 NCID BD02240871。
- ナカムラクニオ『大人が知っておきたい 図解 教養としての美術史』イースト・プレス、2024年4月22日。ISBN 978-4781623092。 NCID BD06546614。
- ナカムラクニオ『一気読み西洋美術史 美術館に行く前3時間で学べる』日経BP、2024年4月25日。ISBN 978-4296204663。 NCID BD06653793。

### 連載
- 「デザインガール図鑑」 - ムック 『+DESIGNING』（2013年2月号（vol.31）-　)（マイナビ）
- 「世界の果ての本屋さん」 - DOT Place
- 「世界の本屋さん」 - （朝日小学生新聞）
- 「こじらせ美術館」(ホーム社/集英社)
- 「ボストン美術館を楽しむための７つの秘密」(ボストン美術館展公式HP)
- 「ナカムラクニオの美術放浪記（朝日新聞 withnews）」

## テレビ
- NHK BS「金継ぎ 能登の物語」

## ラジオ
- NHKラジオ「英語で読む村上春樹」

### インタビュー
- 美術館は「大人の遊び場」2019.4.2 - OBIKAKE
- パラレル・キャリアのススメ 2016.4.4 - WAVE+
- 壊れたものには価値がない、なんてない。 2022.6.21 - LIFULL STORIES

### 記事
- ナカムラクニオ 世界の果ての本屋さん 第1回「パプアニューギニア編」 - DOTPLACE
- ナカムラクニオ「こじらせ美術館」 - HB ホーム社文芸図書WEBサイト
- ボストン美術館展を楽しむ７つの秘密 2019.12.12 - NTV
- ナカムラクニオの美術放浪記 - withnews